# Georg Kilian
Pour les articles homonymes, voir Kilian.
Georg Kilian, né le 30 décembre 1683 à Augsbourg et mort le 18 juillet 1745 dans la même ville, est un peintre, pastelliste et graveur allemand.

## Biographie
Né le 30 décembre 1683 à Augsbourg, Georg Kilian est le fils de Wolfgang Philipp Kilian, et le petit-fils de Philipp.
Il étudie la peinture auprès d'Isaak Fischer et la gravure auprès de son père. Après avoir visité Berlin, Dresde et Vienne, il se consacre à la gravure et travaille pour Christoph Weigel à Nuremberg.
Georg Kilian meurt le 18 juillet 1745 dans sa ville natale.

## Œuvres
Il grave des sujets religieux, des portraits et des paysages. Il peint plusieurs tableaux d'histoire et de nombreux portraits, dont la ressemblance et le coloris sont en vogue en Allemagne. Un des premiers dans ce pays, il se met à peindre au pastel, et il réussit dans ce genre ainsi que dans la gravure à la manière noire.

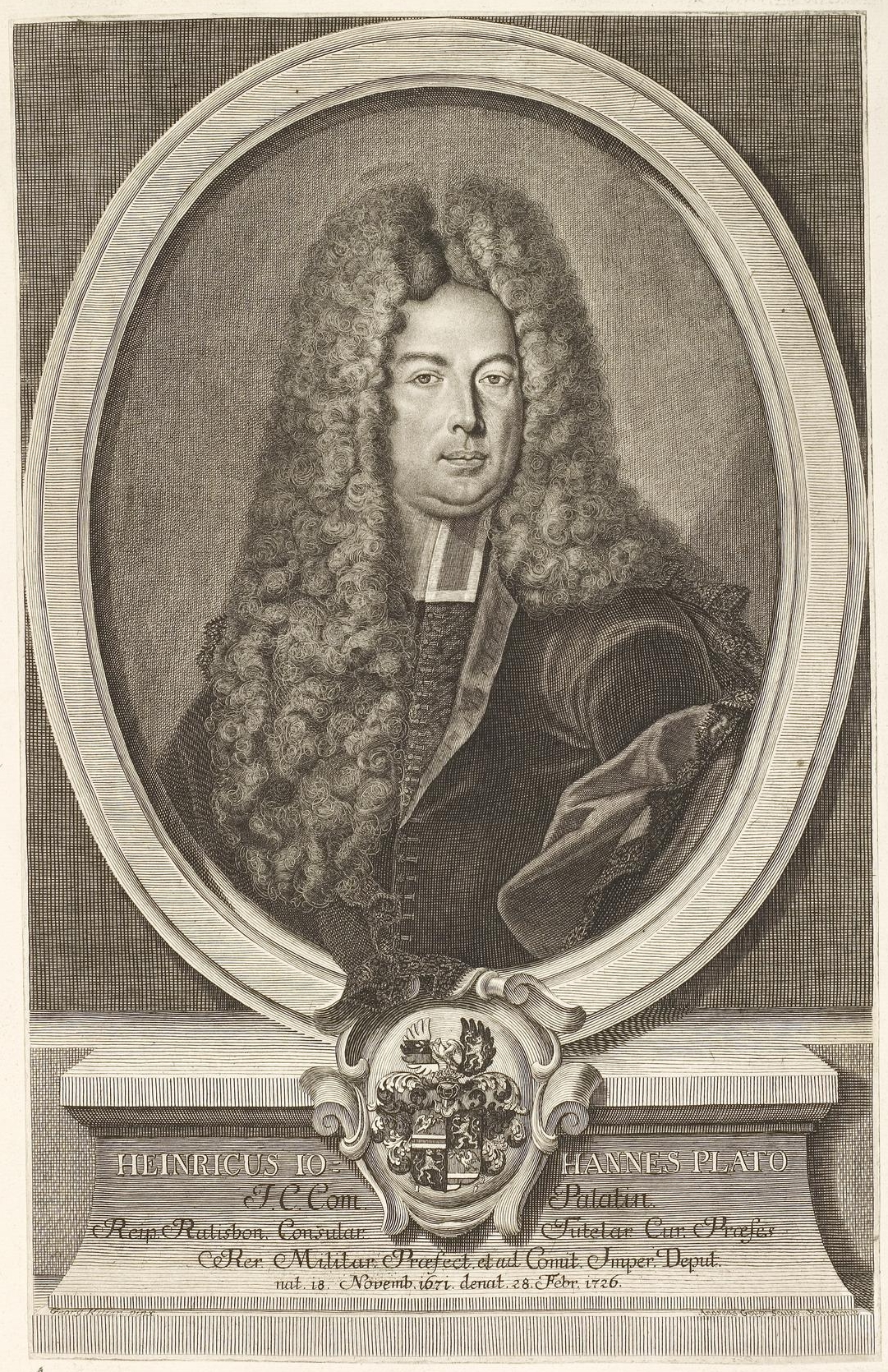
Heinrich Johann Plato (n. d.).
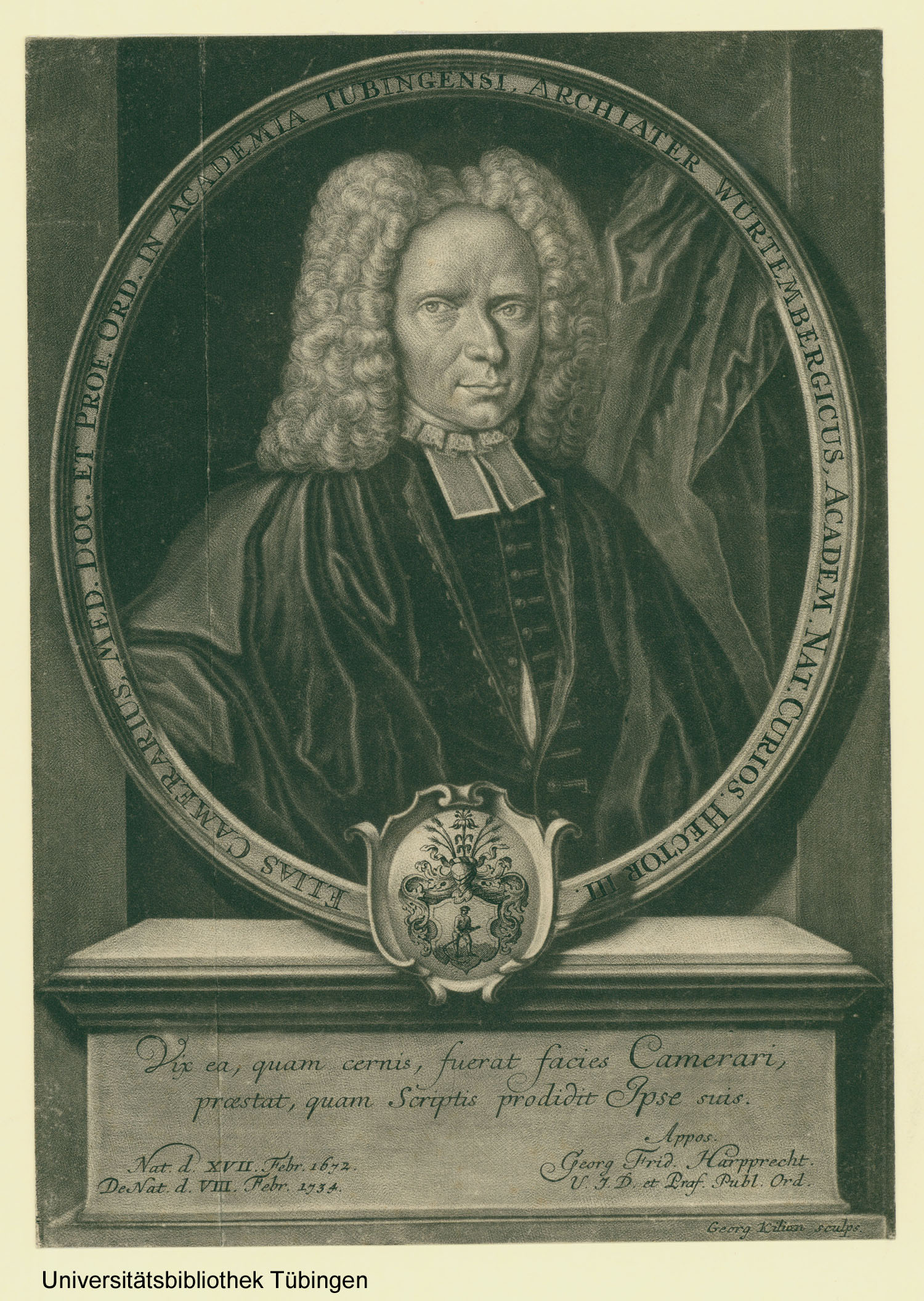
Elias Camerarius (avant 1745).